# Małe Łagiewniki
Małe Łagiewniki (dawn. Łagiewniki Małe, Cegielniki) – dawna podłódzka miejscowość, od 1946 osiedle w północnej części Łodzi, w dzielnicy Bałuty. Administracyjnie wchodzi w skład osiedla Łagiewniki. Rozpościera się w rejonie ulic Przepiórczej, Czapli, Pszczelnej i Łagiewnickiej. Wzdłuż obszaru przepływa struga Bzura-Czerniec. Od zachodu graniczą ze Zgierzem (dzielnicą Chełmy).

## Historia
Łagiewniki Małe to dawna wieś, od 1867 w gminie Łagiewniki w powiecie łódzkim. Pod koniec XIX wieku liczyły 336 mieszkańców, a cały zespół osadniczy Łagiewniki (obejmujący wsie Łagiewniki Małe, Łagiewniki Nowe, Łagiewniki Stare i Łagiewniki Poklasztorne oraz osadę folwarczną Łagiewniki) – 877 mieszkańców. W okresie międzywojennym należała do powiatu łódzkiego w woj. łódzkim. W 1921 roku liczba mieszkańców wynosiła 336, czyniąc Łagiewniki Małe największą miejscowością gminy. 1 września 1933 weszła w skład nowo utworzonej gromady (sołectwa) Łagiewniki Małe w granicach gminy Łagiewniki, składającej się z samych Łagiewniki Małych. Podczas II wojny światowej włączona do III Rzeszy.
Po wojnie Łagiewniki Małe powróciły na krótko do powiatu łódzkiego woj. łódzkim, lecz już 13 lutego 1946 włączono je do Łodzi.